# Werner Köhler (Fußballspieler)
Werner Köhler (* 21. März 1920) ist ein ehemaliger deutscher Fußballspieler, der in den Jahren 1951 und 1952 mit der BSG Motor Gera in der DDR-Oberliga, der höchsten Spielklasse im DDR-Fußball spielte.

## Sportliche Laufbahn
Im Alter von 31 Jahren debütierte Werner Köhler in der Oberliga am 9. Dezember 1951 in der Begegnung des 16. Spieltages SV Vorwärts Leipzig – Motor Gera (3:3) als Einwechselspieler in der 78. Minute für den Stürmer Harry Frey. Danach wurde Köhler erst wieder aufgeboten, als der Mittelstürmer Horst Freitag vom 24. Spieltag an für mehrere Wochen ausfiel. Anfangs als Linksaußenstürmer eingesetzt, spielte Köhler meistens als linker Läufer. Bei seinem Einsatz als Stürmer im Spiel Motor Oberschöneweide 2:1 schoss Köhler sein einziges Oberligator. Er beendete die Saison 1951/52 mit 14 Einsätzen. In der Spielzeit 1952/53 gehörte Werner Köhler weiter zum Oberligaaufgebot der Geraer und bestritt bis zum 14. Spieltag neun Oberligaspiele, in denen er hauptsächlich als linker Abwehrspieler eingesetzt wurde. Diese Begegnung am 30. November 1952 war sein letztes Spiel für Motor Gera, auch später erschien er nicht mehr in den höherklassigen Ligen. 